# Entag!
entag!(エンタグ!)は、エムティーアイが運営する携帯電話向けのゲームサイト。
ゲームサイト「ログとも」が前身であり、2012年1月11日にサイトリニューアルを行い名称をentag!（エンタグ!）へ変更。2017年6月30日をもってサービス終了した。
KAT-TUNをCMに起用していた 。

## 概要
ソーシャルゲームを中心に様々なゲームを展開。サイト内ではブログ、アバターなどSNS機能も利用可能。フィーチャーフォン・スマートフォンに対応。
ヤマダ電機のSNSのモバイルゲームサイトにプラットフォームの提供も行われている 。

## 基本的な機能
ゲーム
フィーチャーフォン、スマートフォンともにソーシャルゲームを展開している。
- 提供されているゲームの内のいくつか
  - ガラクタ戦記 ブリキウス
  - 戦国デュエル 鬼札
  - ヤンキー武勇伝
  - 華の大奥 禁断の恋
  - みんなでサルゲッチュ
  - ポポロクロイス物語～夢と絆の冒険～
  - ポケットビレッジ
  - らぶぺ！

3Dアバター
モーションによる感情表現が可能。